# Шарков, Алексей Николаевич
Алексей Николаевич Шарков (25 февраля 1908, Софроново, Тверская губерния — 15 июля 1970, Углич, Ярославская область) — командир орудия 317-го стрелкового полка 92-й стрелковой дивизии 23-й армии Ленинградского фронта, старший сержант. Герой Советского Союза.

## Биография
Родился 25 февраля 1908 года в деревне Софроново ныне Кашинского района Тверской области . Член ВКП(б)/КПСС с 1943 года. Окончил сельскую школу. В 1928—1930 году проходил службу в Красной Армии. После демобилизации вернулся в родную деревню. Активно участвовал в коллективизации. В 23 года был избран председателем только что созданного колхоза «Новая жизнь». В 1936 году уехал на строительство Угличской ГЭС в Ярославской области. Работал десятником.
24 июня 1941 года был вновь призван в армию. С первых и до последних дней блокады Ленинграда он был защитником города. Артиллерист Шарков воевал на Карельском перешейке, сдерживал натиск финских войск. Чтобы добиться эффективности огня, он часто бил прямой наводкой с открытых позиций. За мужество и инициативу в боях с немецко-фашистскими захватчиками он был награждён орденом Красной Звезды.
Летом 1944 года части Ленинградского фронта перешли в стремительное наступление на Карельском перешейке. Артиллерийская батарея, в которой служил старший сержант Шарков, все время находилась в боевых порядках наступающей пехоты, прямой наводкой уничтожала огневые точки фашистов, громила укрепления врага. 16-26 июня 1944 года командир орудия старший сержант Шарков при прорыве обороны противника в районе населённого пункта Корпикюля и во время боёв в её глубине огнём прямой наводки уничтожил несколько огневых точек и значительное количество вражеской живой силы. Заменил командира взвода, будучи тяжело раненым, продолжал командовать расчётом, а оставшись один, несколько часов отбивал атаки врага.
Указом Президиума Верховного Совета СССР от 24 марта 1945 года за образцовое выполнение заданий командования и проявленные мужество и героизм в боях с немецко-вражескими захватчиками старшему сержанту Шаркову Алексею Николаевичу присвоено звание Героя Советского Союза с вручением ордена Ленина и медали «Золотая Звезда».
После войны жил и работал в городе Углич Ярославской области. Умер 15 июля 1970 года. Похоронен на городском кладбище города Углича. В Угличе установлена мемориальная доска.

## Награды
- Орден Ленина.
- Орден Красной Звезды.
- Медаль «Золотая Звезда».